# Arri Menandre
Arri Menandre (en llatí: Arrius Menander) va ser un jurista romà del temps de Septimi Sever i Caracal·la, al començament del segle iii.
Era un consiliarius (membre del consell) de Caracal·la, segons Ulpià. L'esmenta Emili Macre, que va viure en temps de l'emperador Alexandre Sever. Al Digest hi ha algunes referències a Arri Menandre, extretes del seu llibre Militaria o De Re Militari.